# Pierre Riel de Beurnonville
 (mars 2015).
Pour les articles homonymes, voir Beurnonville.
Pierre Riel, marquis de Beurnonville, né le 10 mai 1752 à Champignol-lez-Mondeville et mort le 23 avril 1821 à Paris, est un général français de la Révolution et de l’Empire et un maréchal de France (élevé au maréchalat sous la Restauration).

## Biographie
Il est le fils d'un charron et petit cultivateur de l'Aube, Pierre Riel et de Jeanne Laurain. Le nom de Beurnonville n'apparaît que plus tard, en 1789, lorsque la commune de Champignol, fière du renom acquis par un de ses enfants, lui fait don du pâtis de Beurnonville.

### Carrière militaire
Il est destiné par ses parents à l'état ecclésiastique, et vient très jeune suivre des cours à Paris ; mais, entraîné par son goût pour l'état militaire, il est admis à 14 ans, le 11 mars 1766 dans la gendarmerie dite « de Lunéville ». Il s'inscrit comme surnuméraire avec rang de sous-lieutenant, dans la compagnie des gendarmes de la reine. 
Le 10 janvier 1774, il s'engage comme volontaire au régiment d'Île-de-France, s'embarque dans l'escadre du bailli de Suffren, et il est deux fois blessé dans des combats sur mer. Le 10 août 1775, il est promu porte-drapeau.
Sous-lieutenant en 1777 dans le régiment colonial de l'Ile-de-France, il se signale dans les trois campagnes de l’Inde, sous les ordres de Suffren. Pendant qu'il est à Saint-Denis de l'île Bourbon, le 27 octobre 1778, il épouse une riche veuve créole, Geneviève Gillot L'Étang.
Le 13 août 1780, il est lieutenant sous aide major des milices de l'île Bourbon, il remplit les fonctions de major de place à Saint-Denis, mais à la suite de démêlés avec le gouverneur qui le destitue, il doit rentrer en France. Sa femme refuse de le suivre, ils divorcent un peu plus tard.
Le 22 novembre 1788, il achète la charge de colonel lieutenant de la compagnie des Suisses du comte d'Artois. Le 10 décembre 1789, il est breveté colonel d'infanterie.
Le 8 août 1790, il est commandant de la Garde Nationale de son canton de Longchamp.

### La Révolution

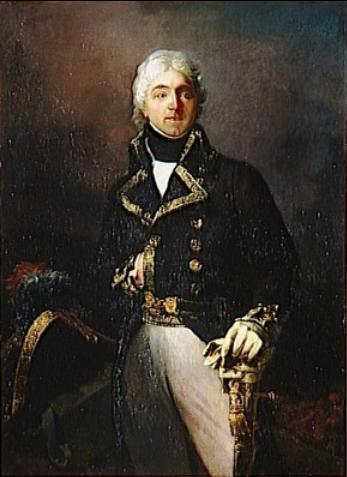
Pierre de Riel, marquis de Beurnonville, général en chef de l'Armée de la Moselle en 1792, François-Joseph Heim, 1834.

Aide de camp du maréchal Luckner à l'armée du Rhin le 6 mars 1792, il fut promu maréchal de camp le 13 mai 1792. Il fit campagne à l'armée du Nord. Il participa à la prise de Menin et de Courtrai, commanda le camp de Maulde sous Dumouriez. Chargé de la défense du camp de Maulde, il résista plusieurs mois à des forces supérieures et Dumouriez le surnomma, à cause de sa haute stature et de son courage impétueux, l'Ajax français.
Élevé au grade de lieutenant général le 22 août 1792, puis général en chef le 9 novembre suivant il est commandant de l'avant-garde de Dumouriez et combat à Valmy et à Jemmapes (6 novembre). 
Nommé ensuite, sous Custine, commandant en chef de l'armée du Luxembourg et de la Moselle fin 1792, il s'empare d'Arlon, mais échoue contre Trèves et est mis en congé par le Conseil exécutif provisoire le 18 janvier 1793. Chargé de conquérir le Luxembourg, il n'opère pas cette conquête sans faire quelques pertes qu'il dissimule dans ses rapports. Il ne craint pas de dire dans l'un d'eux que l'ennemi a perdu beaucoup de monde, mais que les Français en ont été quittes pour « la perte du petit doigt d'un de nos chasseurs ».
Le 4 février 1793, il est nommé par la Convention ministre de la Guerre, en remplacement de Jean-Nicolas Pache. Dumouriez lui écrit, pensant qu'il peut soutenir ses projets. Mais Beurnonville remet la lettre au Comité de défense générale qui décide l'arrestation de Dumouriez.
Le 1er avril 1793, il est envoyé, avec quatre autres commissaires de la Convention, auprès de l'armée du Nord pour procéder à l'arrestation. Adjoint aux commissaires chargés d'aller arrêter Dumouriez dans son camp, Dumouriez donne ordre d'arrêter ces commissaires eux-mêmes et veut en excepter Beurnonville qui lui dit tout bas : « Vous me perdez! », Dumouriez le comprend et le fait arrêter comme les autres deux jours plus tard. Il les livre aux Autrichiens qui les jettent dans les prisons d'Olmütz, où ils restent trente mois.
Le 3 novembre 1795, ils sont échangés contre la fille de Louis XVI, Marie-Thérèse de France. À son retour, il est attaché à l'armée de l'Intérieur, puis adjoint au ministre de la Guerre, Aubert-Dubayet.

### Du Directoire à l'Empire

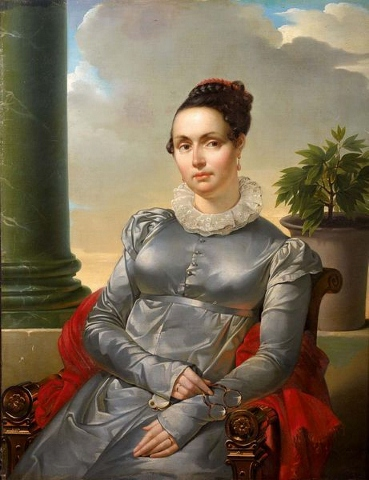
Louise Julie Constance de Durfort (1782-1870), seconde épouse de Riel de Beurnonville.

Il passe au commandement en chef de l'armée du Nord et de Batavie dans le courant de l'année 1796, puis le 9 septembre, à l'armée de Sambre-et-Meuse qu'il ne conserve que quelques mois. En 1797, il est sur le point, soutenu par le comte de Vaublanc d'être nommé membre du Directoire au lieu de François de Barthélemy. Selon l'analyse du comte de Vaublanc
 : « Il avait un grand ascendant sur Barras, ce qui aurait entraîné Carnot vers Barras et Beurnonville, tous en intimidant les deux autres », et par conséquent aurait mieux servi la cause royaliste.
Revenant ensuite à l'armée du Nord puis, celle-ci ayant été supprimée, à l'armée de Batavie en octobre 1797, devenue une simple armée d'observation, il se montre favorable au coup d'État du 18 fructidor. Il reçoit le commandement de l'armée de Hollande, et il est bientôt remplacé par Joubert, puis revient à Paris avec le titre d'inspecteur général.
Il se montre également favorable au coup d'État du 18 Brumaire. Bonaparte le nomme quelques jours plus tard ministre plénipotentiaire à Berlin.
À son retour, il rapporte une correspondance qui révèle les intrigues du parti royaliste, et qui est imprimée sous le titre de : Papiers saisis à Bareuth et à Mende, département de la Lozère. 

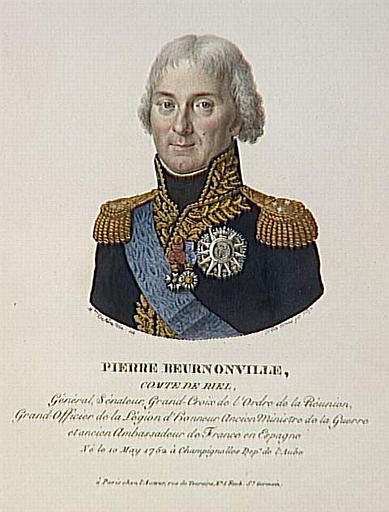
Pierre Beurnonville, comte de Riel, (Philipp Velyn d'après Marie-Thérèse Noireterre), portant la grand-croix de l'ordre de la Réunion.

Il est ensuite envoyé le 16 septembre 1802 comme ambassadeur à Madrid, et à son retour, nommé grand officier de la Légion d'honneur le 14 juin 1804, grand-croix de l'ordre de la Réunion, sénateur le 2 juin 1805, comte de l'Empire le 28 mai 1808 ; mais de tous les généraux en chef de la Révolution française, il est le seul exclu du titre de maréchal, Napoléon, dit-on, ne lui accordant aucune capacité militaire. 
En 1803, il fait l'acquisition du château de Balincourt à Arronville. En 1805, il épouse Félicité-Louise-Julie-Constance de Durfort (1782-1870), fille du comte de Durfort, ancien ambassadeur de France près la république de Venise. 
Le 21 août 1806, il est admis à la retraite et pourvu de la sénatorerie de Limoges. Le 9 décembre 1809, il est pourvu de la sénatorerie de Florence. Le 20 mars 1812, il est chargé d'organiser les cohortes du 1er ban de la garde nationale dans la 21e division militaire.

### La Restauration

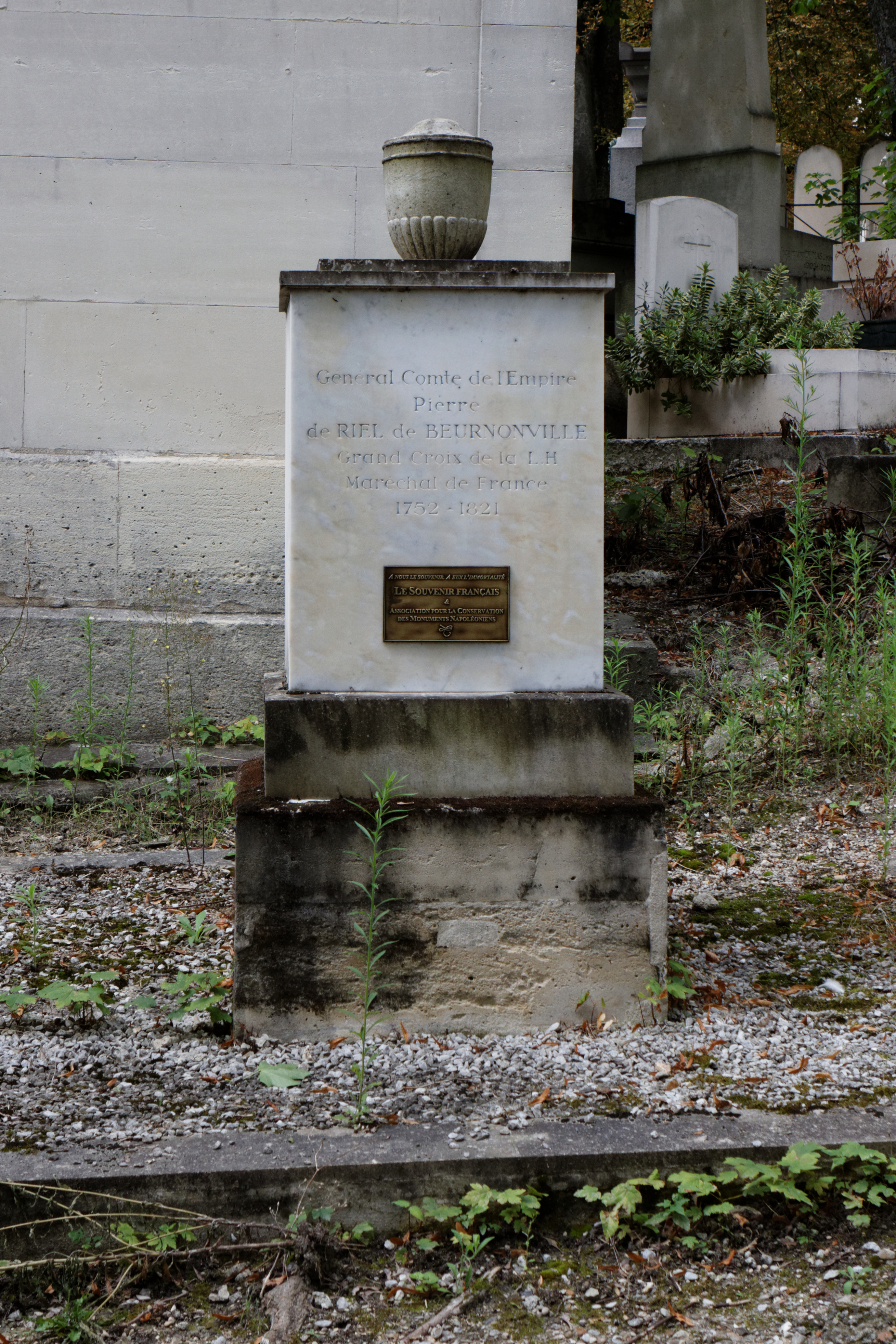
Tombe de Pierre Riel de Beurnonville au cimetière du Père-Lachaise (division 39).

En avril 1814, il vote la déchéance de l’empereur. Membre du gouvernement provisoire le 3 avril 1814, et le 26 avril 1814, il est conseiller d'État de Louis XVIII. Le 13 mai 1814, il est ministre d'État, puis le 4 juin 1814, pair de France et enfin le 22 juillet 1814, grand-croix de la Légion d'honneur.
Proscrit par un décret pendant les Cent-Jours, il suit le roi Louis XVIII à Gand et lui reste toujours dévoué. Le 19 septembre 1815, après avoir retrouvé toutes ses anciennes dignités, il est nommé au Conseil privé.
Le 23 octobre 1815, il est président de la commission chargée de l'examen des titres des anciens officiers des armées royales de l'intérieur, puis le 25 décembre 1815, président de la commission chargée d'établir les rapports de service de la garde royale et de la maison militaire du roi. En ce même mois de décembre, dans le procès du maréchal Ney, son ancien camarade, il vote pour la mort.
Le 3 juillet 1816, il devient maréchal de France, puis le 31 juillet 1817, Marquis et le 30 septembre 1820, Chevalier de l'ordre du Saint-Esprit.
Le 23 avril 1821, il meurt à Paris, des complications de la goutte, il était grand maître adjoint du Grand Orient de France. Il est inhumé au cimetière du Père-Lachaise (39e division).
Son nom figure sur la face nord de l'Arc de triomphe de l'Étoile de Paris.

### Franc-maçonnerie
Franc-maçon, il est initié à l'age de 22 ans au sein d'une loge maçonnique parisienne,  « La Vrai lumière » peu avant son départ pour La Réunion. Il installe la première loge de l'ile en 1777, « La Parfaite harmonie ». Il est plusieurs fois officier de loge au sein de cet atelier qui reçoit des fonctionnaires, des négociants et des militaires. Sa vie maçonnique est durant cette époque très active. Dès son retour à Paris en 1780, il intègre la loge des « Amis réunis » et est nommé expert de la chambre des grades du Grand Orient de France en 1790. Vénérable maître d'honneur des loges « Le Centre des amis » à Paris et « Les Chevaliers de la Croix de Saint-Jean de la Palestine » à Troyes. Il est nommé grand expert en septembre 1803 et grand administrateur lors de la réorganisation de l'obédience en 1804. Il garde cet office jusqu'en 1815 et succède à Jean-Jacques-Régis de Cambacérès comme premier grand maître adjoint. Il meurt dans l'exercice de ses fonctions maçonniques le 21 avril 1821.

## Titres
- Comte Riel-Beurnonville et de l'Empire (lettres patentes de mai 1808, Bayonne[6]) ;
- Pair de France[7] :
  - 4 juin 1814,
  - Titre de marquis-pair héréditaire attaché à ladite pairie en faveur du même par l'ordonnance du 31 juillet 1817,
  - Confirmé, sur promesse d'institution d'un majorat de pairie, par lettres patentes du 21 décembre 1817.

## Distinctions
- Légion d'honneur[8] :
  - Légionnaire le 9 vendémiaire an XII (2 octobre 1803), puis,
  - Grand officier de la Légion d'honneur le 25 prairial an XII (14 juin 1804), puis,
  - Grand-croix de la Légion d'honneur le 22 juillet 1814 ;
- Grand-croix de l'Ordre de la Réunion en 1813 ;
- Chevalier du Saint-Esprit le 30 septembre 1820[réf. à confirmer][9] ;
- Commandeur de Saint-Louis.

## Armoiries
| Figure | Blasonnement' |
|        | Armes du comte Riel-Beurnonville et de l'Empire Parti d'or et d'argent ; sur l'or à dextre ancre de sable bouclée ; sur l'argent à sénestre bande d'azur (de Durfort), épée d'argent à poignée d'or posée en pal brochant sur le tout ; franc-quartier du Sénat., - Livrées : bleu, jaune et blanc. |
|        | Armes du marquis de Beurnonville, pair de France en 1814 D'azur, au lion couronné d'or, armé et lampassé de gueules, la queue fourchée et passée en sautoir, tenant de la patte dextre une épée d'argent, garnie d'or., Henri Gourdon de Genouillac donne aussiÉcartelé : aux 1 et 4, d'azur, au lion d'or, la queue fourchée, couronné du même, lampassé de gueules, armé d'une épée haute garnie d'argent ; aux 2 et 3, d'argent, à la bande d'azur (de Durfort). |